# Coupe de France masculine de handball 2002-2003
Navigation
Coupe de France 2001-2002 Coupe de France 2004-2005
La Coupe de France masculine de handball 2002-2003 a eu lieu du 13 avril au 1er juin 2003, les demi-finales et la finale se déroulant au cours d'un même week-end à Nîmes.
Le Montpellier Handball remporte sa cinquième coupe de France de suite en disposant en finale du club de l'US Créteil HB. 
Cette édition a également été remarquable pour le parcours du Saint-Raphaël Var Handball, pensionnaire de D2, qui élimine successivement le Chambéry, 2e du championnat de France, en huitièmes de finale puis le Paris Handball, 4e du championnat, en quart de finale.

## Résultats

### Huitièmes de finale
| Club recevant                  | Division | Score   | Club visiteur            | Division |
| ------------------------------ | -------- | ------- | ------------------------ | -------- |
| ASCA Wittelsheim               | Div. 2   | 28 – 40 | Montpellier Handball     | Div. 1   |
| Istres Sports                  | Div. 1   | 30 – 28 | US Dunkerque             | Div. 1   |
| HBC Villefranche-en-Beaujolais | Div. 2   | 22 – 28 | Paris Handball           | Div. 1   |
| Girondins de Bordeaux HBC      | Div. 2   | 19 – 29 | US Créteil               | Div. 1   |
| Saint-Raphaël VHB              | Div. 2   | 27 – 24 | Chambéry Savoie Handball | Div. 1   |
| Villemomble Handball           | Nat. 1   | 22 – 30 | UMS Pontault-Combault    | Div. 2   |
| SC Sélestat                    | Div. 1   | 37 – 33 | Fenix Toulouse Handball  | Div. 1   |
| OC Cesson                      | Div. 2   | 26 – 28 | US Ivry                  | Div. 1   |

### Quarts de finale
| Club recevant         | Division | Score   | Club visiteur  | Division |
| --------------------- | -------- | ------- | -------------- | -------- |
| Montpellier Handball  | Div. 1   | 28 – 22 | US Ivry        | Div. 1   |
| SC Sélestat           | Div. 1   | 22 – 26 | Istres Sports  | Div. 1   |
| Saint-Raphaël VHB     | Div. 2   | 32 – 28 | Paris Handball | Div. 1   |
| UMS Pontault-Combault | Div. 2   | 23 – 24 | US Créteil     | Div. 1   |

### Demi-finales
| Club recevant     | Division | Score   | Club visiteur        | Division |
| ----------------- | -------- | ------- | -------------------- | -------- |
| Istres Sports     | Div. 1   | 18 – 27 | Montpellier Handball | Div. 1   |
| Saint-Raphaël VHB | Div. 2   | 18 – 26 | US Créteil           | Div. 1   |

### Finale
| 1er juin 2003 17h00 | US Créteil        | 20 – 21  | Montpellier Handball | Le Parnasse, Nîmes Affluence : 3 000 Arbitrage : Gilles Bord et Olivier Buy |
| 1er juin 2003 17h00 | Frédéric Louis, 7 | (9 – 10) | Sobhi Sioud, 7       | Le Parnasse, Nîmes Affluence : 3 000 Arbitrage : Gilles Bord et Olivier Buy |
| 1er juin 2003 17h00 | Compte-rendu      |          |                      | Le Parnasse, Nîmes Affluence : 3 000 Arbitrage : Gilles Bord et Olivier Buy |

| US Créteil - Gardiens de but : - 12 Dragan Počuča 8/23 (39,3 %) - 16 Nicolas Lemonne 1/6 (16,7 %) - Joueurs : - 03 Guéric Kervadec 4/5 - 04 Frédéric Pons 0/2 - 05 Sébastien Quintallet 1/1 - 06 Aymeric Boutrais 2/3 - 07 Frédéric Louis 7/14 - 09 Johan Boisedu 0/2 - 11 Yannick Limer 0/1 - 13 William Holder 3/5 - 14 Fabrice Guilbert 1/6 - 10 Benoît Peyrabout 0/0 - 17 Pierre-Yves Rigault 0/3 - 19 Benoît Henry 2/2 - Entraîneur : - Thierry Anti | Montpellier Handball - Gardiens de but : - 01 Thierry Omeyer 19/37 (48,7 %) - 12 Bruno Martini 0/0 (-) - Joueurs : - 03 Didier Dinart 1/1 - 04 Damien Kabengele 0/1 - 05 Franck Junillon 2/3 - 06 Nikola Karabatic 1/5 - 09 Grégory Anquetil 1/1 - 10 Laurent Puigségur 0/1 - 11 Rastko Stefanovič 4/6 - 13 Andrej Golić 0/0 - 14 Michaël Guigou 3/4 - 17 Cédric Burdet 1/1 - 18 Sobhi Sioud 7/11 - 77 Mladen Bojinović 1/3 - Entraîneur : - Patrice Canayer |

## Vainqueur final
| Coupe de France masculine 2002-2003 Montpellier Handball (5e coupe de France) |